# Nguyễn Hữu Thọ
Nguyễn Hữu Thọ (ur. 10 lipca 1910 w Cho Lon, zm. 24 grudnia 1996 w Ho Chi Minh) – wietnamski polityk komunistyczny, pełniący obowiązki prezydenta Wietnamu od 30 marca 1980 do 4 lipca 1981 roku.

## Życiorys
Był synem zarządcy plantacji kauczukowca, który zginął podczas I wojny indochińskiej. W latach 30. XX wieku studiował prawo w Paryżu. Po powrocie do Sajgonu, założył tam praktykę prawniczą. 
Początkowo nie był aktywny politycznie, ale w 1949 roku był jednym z liderów protestu studentów przeciw władzom francuskim. Będąc zwolennikiem komunizmu został aresztowany przez francuskie władze kolonialne, przebywał w więzieniu w latach 1950-1952. Strajk głodowy, który prowadził w proteście przeciw wojnie, spowodował, że zyskał znaczną popularność. 
Po konferencji genewskiej, w wyniku której Wietnam został podzielony, Nguyễn Hữu Thọ współpracował z rządem Ngô Đình Diệma. Jednak już w 1954 roku został aresztowany za popieranie koncepcji referendum zjednoczeniowego. Przebywał w więzieniu do 1961 roku, kiedy pomoc jego zwolenników umożliwiła mu ucieczkę. W 1962 roku został jednym z liderów Narodowego Frontu Wyzwolenia Wietnamu Południowego, choć jego znaczenie było raczej symboliczne, rzeczywistą władzę sprawowali wojskowi. 
W latach 1962–1976 był przewodniczącym Prezydium KC Narodowego Frontu Wyzwolenia Wietnamu Południowego. W 1969 roku, gdy Narodowy Front Wyzwolenia utworzył Tymczasowy Rząd Rewolucyjny Wyzwolenia Wietnamu Południowego, na jego czele stanął Huỳnh Tấn Phát, a Nguyễn Hữu Thọ został przewodniczącym Rady Doradczej. Funkcję tę pełnił do 1976 roku, a po zakończeniu wojny wietnamskiej i powstaniu Socjalistycznej Republiki Wietnamu objął urząd wiceprzewodniczącego Rady Państwa. Po śmierci prezydenta Tôn Đức Thắnga, Nguyễn Hữu Thọ przejął tymczasowo jego obowiązki, pełnił je od 30 marca 1980 do 4 lipca 1981. W 1981 roku został wiceprzewodniczącym rady państwa oraz przewodniczącym stałego komitetu przy Zgromadzeniu Narodowym.
W 1985 roku otrzymał Międzynarodową Leninowską Nagrodę Pokoju.